# M47 (天体)
座標:  07h 36m 35s, −14° 29′ 0″
M47（NGC 2422）はとも座にある散開星団である。

## 概要
肉眼でも冬の銀河の中に簡単に発見でき、ぼんやりとかすんで見える。双眼鏡で明るい星が3角形を形作っているのがわかり、となりのM46と全く印象の異なった姿との対照が面白い。色が違った星が口径10cmの望遠鏡から見え始める。口径20cmの望遠鏡で見たジョーンズは明るい星の配列がオリオンのミニチュアだと表現した。
M46とM47はすぐ隣りにある星団で、規模も同程度であるため、南天の二重星団と表現されることもある。M47は明るい星がバラバラとあるので、荒々しい印象から「男性的」と表現されることもある。
1度北には散開星団NGC 2423、さらに2.5度北に散開星団Mel 71があり、ここまで200mm望遠レンズで同一視野に入れられる。

## 観測史
1654年以前にジョヴァンニ・バッティスタ・オディエルナが発見しているが、1984年までその業績は知られていなかった。
シャルル・メシエが1771年2月19日に独立発見し、隣のM46よりも明るい星団として記録したが、メシエはM47の座標を計算した際に符号を誤るというミスを犯した。そのため、1959年に T.F. Morris がその誤りを正すまで失われた天体であった。M47に関するメシエのミスについては、「1934年にオズワルド・トーマスにより、メシエが位置測定の時に+と-の記号を取り違えて計算したことが確認された。」とする説もあるが、これはM48と混同したものであるとされる。
メシエがミスをした結果、ウィリアム・ハーシェルが1785年2月4日に独立して発見し、H VIII.38 という符号を付けている。なお、メシエのミスにもかかわらず、カロライン・ハーシェルは1783年までに少なくとも2回M47を観測し、M47と認識している。